# Nandi (mitologia)

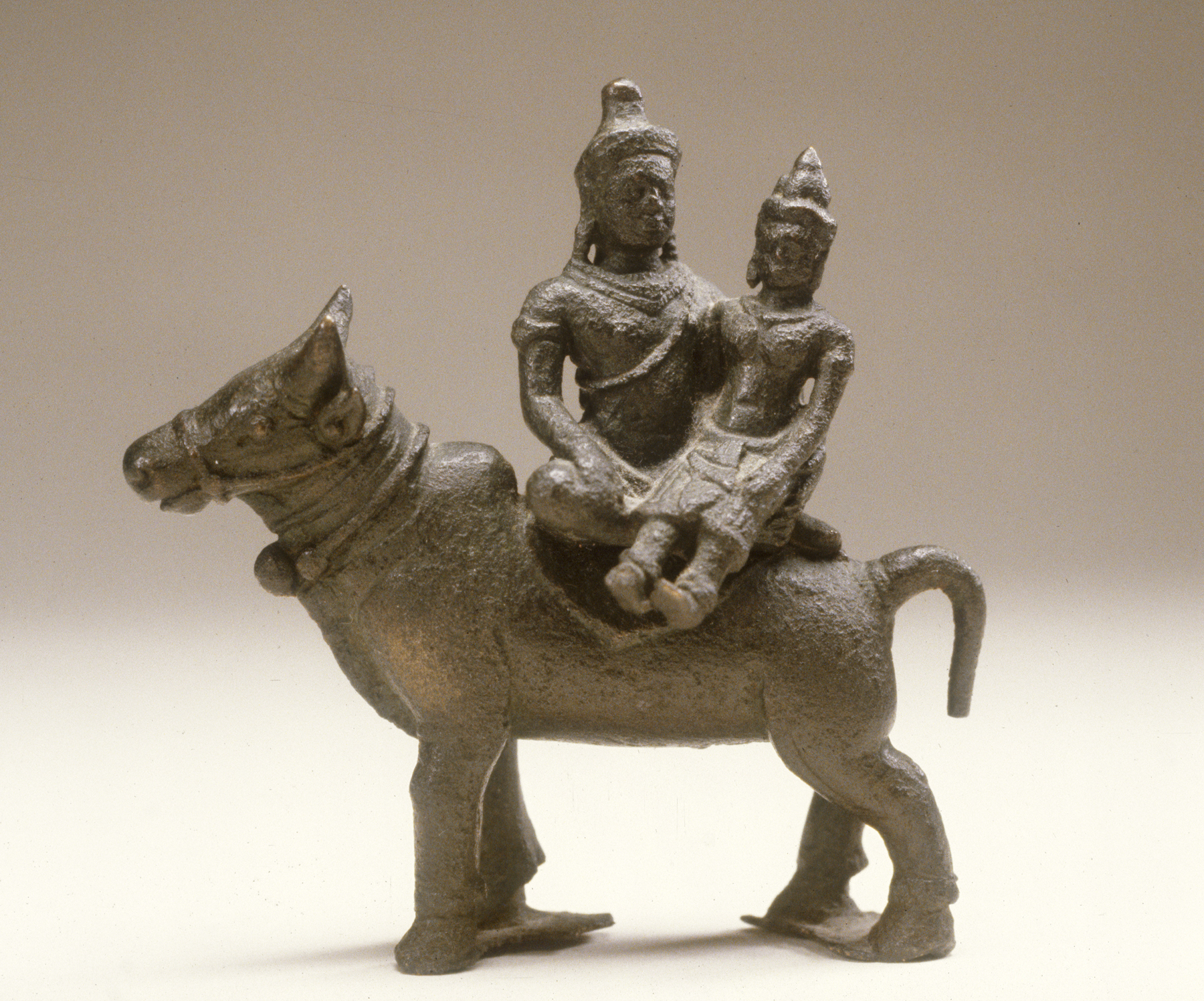
Xiva i la seva esposa muntats sobre Nandi. Cambodja, 1100 - 1150.

Nandi (en sànscrit: नन्दी, en tàmil: ந்தி i en telugu: న0ది) és el bou que serveix de muntura i vehicle (vahana) al déu Xiva i la seva esposa Pàrvati, en la mitologia hindú.
A més de vehicle del déu, Nandi es pot considerar el seu company. Igual que Garuda, el gran àguila, vehicle de Vixnu, Nandi, al llarg dels segles ha esdevingut un component cada vegada més important, fins a arribar a entrar al panteó dels déus hindús per si mateix. Per això, hi ha també diversos temples a l'Índia dedicats exclusivament a ell, com és el cas del Temple de Nandi, a Khajuraho, o el Temple Brihadisvara a Tamil Nadu. De vegades se'l representa amb cos d'home i cap de bou.